# Timmins
Pour les articles homonymes, voir Timmins (homonymie).
Timmins (/ˈtɪm.ɪns/) est une ville du Nord-Est de l'Ontario, au Canada. Avec sa population de 41 145 habitants lors du recensement du Canada de 2021, elle constitue la quatrième ville en importance de cette région ontarienne. Sa population est en constante diminution depuis les années 1990. Son activité économique repose principalement sur l'industrie forestière et l'extraction minière d'or, de zinc, de cuivre, de nickel et d'argent. La ville constitue également un important carrefour de services pour la région. 

## Géographie
Timmins couvre une superficie terrestre de 2 978,8 km2.
On y trouve le lac Gillies, un lac urbain.

### Climat
| Mois                                  | jan.       | fév.       | mars       | avril      | mai        | juin      | jui.      | août      | sep.      | oct.       | nov.       | déc.       | année          |
| ------------------------------------- | ---------- | ---------- | ---------- | ---------- | ---------- | --------- | --------- | --------- | --------- | ---------- | ---------- | ---------- | -------------- |
| Température minimale moyenne (°C)     | −23        | −20,7      | −14,2      | −4,5       | 2,5        | 7,8       | 10,7      | 9,4       | 5,2       | −0,3       | −7,4       | −17        | −4,3           |
| Température moyenne (°C)              | −16,8      | −14        | −7,4       | 1,8        | 9,6        | 14,9      | 17,5      | 16        | 11,1      | 4,4        | −3,4       | −11,9      | 1,8            |
| Température maximale moyenne (°C)     | −10,6      | −7,2       | −0,6       | 8          | 16,6       | 21,9      | 24,2      | 22,5      | 17,1      | 9          | 0,6        | −6,9       | 7,9            |
| Record de froid (°C) date du record   | −44,2 1982 | −45,6 1962 | −37,8 1989 | −29,4 1964 | −13,9 1923 | −5,6 1945 | −0,5 1992 | −3,3 1923 | −6,4 2000 | −13,3 1936 | −33,9 1975 | −43,9 1975 | −45,6 1/2/1962 |
| Record de chaleur (°C) date du record | 8 2013     | 12,2 1930  | 27,5 2012  | 29,9 1986  | 34,9 2010  | 38,8 1996 | 39,4 1936 | 36,7 1976 | 36,1 1953 | 28,9 1947  | 20 1938    | 14,2 1982  | 39,4 12/7/1936 |
| Précipitations (mm)                   | 51,8       | 41,3       | 54,5       | 56,2       | 67,4       | 83,4      | 90,9      | 81,6      | 84,7      | 82,5       | 75,9       | 64,5       | 834,6          |
| dont neige (cm)                       | 57,8       | 45,9       | 44,8       | 27,2       | 5          | 0,2       | 0         | 0         | 1         | 15,1       | 49         | 65,2       | 311,3          |
| Nombre de jours avec précipitations   | 17,5       | 14         | 13,5       | 11,1       | 12,6       | 14,7      | 14,4      | 14,3      | 15,8      | 16,5       | 19,3       | 19,8       | 183,6          |
| Nombre de jours avec neige            | 17,7       | 14         | 11,8       | 6,6        | 2,1        | 0,14      | 0         | 0         | 0,62      | 5,9        | 15,5       | 19,3       | 93,5           |

| Diagramme climatique                                  |               |               |           |             |             |              |             |             |           |             |             |
| J                                                     | F             | M             | A         | M           | J           | J            | A           | S           | O         | N           | D           |
| −10,6−2351,8                                          | −7,2−20,741,3 | −0,6−14,254,5 | 8−4,556,2 | 16,62,567,4 | 21,97,883,4 | 24,210,790,9 | 22,59,481,6 | 17,15,284,7 | 9−0,382,5 | 0,6−7,475,9 | −6,9−1764,5 |
| Moyennes : • Temp. maxi et mini °C • Précipitation mm |               |               |           |             |             |              |             |             |           |             |             |

## Histoire
La région de Porcupine se développe à partir de 1909, avec la découverte par Sandy MacIntyre, Jack Wilson et Benny Hollinger d'un important gisement d'or, qui marque le début de l'exploitation minière de la région. Trois prospecteurs qui ont réalisé cette découverte. L'industrie forestière vient par la suite diversifier l'économie de la région.
Un des plus gros incendies à avoir jamais ravagé l'Ontario prit naissance à Porcupine en 1911, faisant 70 morts. Le feu débute quelques jours après l'achèvement du chemin de fer, et une partie de celui-ci est détruit. Après le feu, l'exploration minière est relancée par Noah Timmins, un marchand de Mattawa, qui donne son nom à la ville reconstruite et constituée le 1er janvier 1912. Depuis, la ville est aussi réputée pour être le berceau de la marque canadienne Tim Hortons.
La population et l'économie de la ville fluctue au cours des 50 années suivantes en fonction du rendement des diverses mines d'or des environs : Hollinger, McIntyre et Dome. À partir des années 1960, l'économie de la ville se diversifie avec l'exploitation des gisements de cuivre. Plusieurs mines d'or commencent également à devoir fermer en raison de l'épuisement de leurs gisements. En 1968, la mine Hollinger ferme, suivie par les mines McIntyre vingt ans plus tard, en 1988.
En 1973, un total de 35 cantons couvrant 3 300 km2, dont Porcupine, South Porcupine, Schumacher et Timmins, sont regroupés permettant à Timmins de devenir une ville d'importance régionale. La ville atteint son paroxysme de population au cours des années 1990. Celle-ci est en déclin cependant depuis. La mine Dome finit par aussi par fermer en 2017. 

## Démographie
La ville compte un nombre important de Franco-Ontariens (plus de 16 500 ou 40 %).
Au recensement du Canada de 2016, la population totale s'élève à 41 531 habitants, soit une baisse de 1 377 personnes ( 3,2 %) entre 2011 et 2016. La densité brute de la population est de 514,0 habitants/km2 pour l'ensemble de la municipalité. Le parc résidentiel s'élève à 19 317 logements privés, dont 17 740 sont occupés par des résidents habituels,.
Évolution de la population totale (1991-2021)
| 2001   | 2006   | 2011   | 2016   |
| ------ | ------ | ------ | ------ |
| 43 686 | 42 997 | 43 165 | 41 788 |

| 2021   | - | - | - |
| ------ | - | - | - |
| 41 145 | - | - | - |

## Culture
Les lieux touristiques en ville sont principalement :
- Le musée de Timmins ;
- YMCA ;
- NEO Laser Tag ;
- Hollinger Golf Cours ;
- Hollinger Mini Put ;
- Wacky Wings.

La bibliothèque municipale de Timmins est inaugurée en 1921 comportant une collection de plus de 26 000 documents en français.
La municipalité fait partie d'un circuit touristique inspiré de l'oeuvre de la romancière Jocelyne Saucier,,.
Centres culturels
- Francophone - La Ronde
- Polonais - Polish Eagle Hall

## Société
- Fête du Canada et Rib Fest - juillet
- Kayak Challenge - Août
- Diocèse de Timmins

### Personnalités
- Shania Twain, chanteuse country
- Derek Edwards, humoriste
- Natalie Brown, comédienne
- Patrice Desbiens, poète et musicien
- Rosemarie Landry, soprano
- Matthieu Leroux et Martin Rocheleau, du groupe AkoufèN, band punk/rock alternatif
- Lights, chanteuse-compositrice
- Gilles Bisson, homme politique franco-ontarien représentant la région de Timmins à l’Assemblée législative de l’Ontario du 6 septembre 1990 au 2 juin 2022
- Zach Slaughter, chanteur de Skull Fist
- Steve Sullivan, joueur de hockey professionnel
- Myron Scholes, prix Nobel d’économie
- Céleste Levis, chanteuse-compositrice
- Tony Coss, docteur, CEO
- Cindy Doire, chanteuse-compositrice
- Clément Bérini, artiste visuel
- Alexander Stewart, chanteur